# سفارة إيران في روسيا
سفارة إيران في روسيا هي أرفع تمثيل دبلوماسي لدولة إيران لدى روسيا. تقع السفارة في موسكو وهي تهدف لتعزيز المصالح الإيرانية في روسيا.

## وصلات خارجية
- الموقع الرسمي
- قائمة سفارات إيران
- قائمة السفارات في روسيا